# Stephen Campbell
Stephen Campbell (Stephen Joseph Campbell, * 26. Dezember 1897, Santa Rosa, Britisch-Guayana; † 12. Mai 1966, Toronto, Kanada) war ein Politiker und Aktivist in Guyana. Er gehörte zur Ethnie der Arawak und war der erste Amerindian im House of Assembly von Britisch-Guayana.

## Leben
Stephen Joseph Campbell war der Sohn von Tiburtio A. Campbell und Maria dos Santos. Er wurde am 26. Dezember 1897 in Santa Rosa, Britisch-Guayana, geboren. Beide Eltern von Campbell starben, als er noch sehr jung war, und er wurde dann von seiner Großmutter aufgezogen. Er wurde als frommer Katholik erzogen und erhielt seine Schulbildung an der Santa Rosa Mission School. Danach arbeitete er lange Jahre als Lehrer und als Katechet in verschiedenen Regionen von Guyana. Campbell heiratete Umbelina Da Silva am 9. Februar 1928.
Am 10. September 1957 wurde Campbell der erste „Amerindian“ im Parlament von Britisch-Guayana (Legislative Council of British Guiana). Er schloss sich der Partei National Labour Front an. 1961 wechselte er zur The United Force. 1964 wurde er Permanent Secretary im Innenministerium.
Campbell ging 1966 nach Toronto, Canada zu einer Therapie und starb dort am 12. Mai 1966, nur zwei Wochen bevor Guyana seine Unabhängigkeit von Großbritannien errang. Er wurde in Kanada bestattet.

## Vermächtnis
Campbell gilt als Held der Amerindian Communities in Guyana und seine Erfolge werden jedes Jahr am 10. September als fester Bestandteil des Amerindian Heritage Month gefeiert. Campbelltown wurde nach Stephen Campbell benannt. 2018 wurde das Gebäude des Ministry of Citizenship nach Campbell umbenannt.